# Patricia McPherson
Patricia McPherson est une actrice américaine, née le 27 novembre 1954 à Oak Harbor, Washington (États-Unis). Son rôle le plus marquant reste celui de la mécanicienne informatique Bonnie Barstow dans la série culte des années 1980 K 2000.

## Filmographie
- 1980 : Le Diable en boîte (The Stunt Man) : Pretty woman
- 1981 : Othello (vidéo) : Venetian
- 1982 -1986 : K 2000 (Knight Rider) (série télévisée) : Bonnie Barstow
- 1984 : Concrete Beat (TV) : Woman in first bar
- 1985 : Prime Risk : Federal Reserve Executive
- 1986 : Starman (série télévisée) : Jessica Bennett
- 1986 : MacGyver (série télévisée) : Michelle 'Mike' Foster
- 1987 : Dynastie (Dynasty) (feuilleton TV) : Victoria Anders
- 1988 : Star Trek : La Nouvelle Génération (Star Trek: The Next Generation) (série télévisée) : Angel One
- 1990 : Aftershock : Girl In Bar (non créditée)
- 1990 : Arabesque (Murder, She Wrote) (série télévisée), saison 7 épisode 6 : Betty
- 1991 : Matlock (série télévisée) : Karen Sylvester